# Albertis S. Harrison

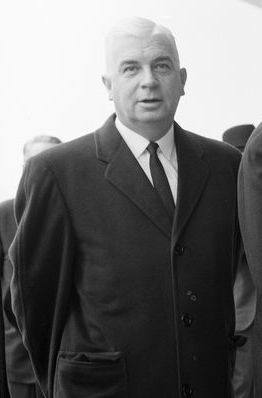
Albertis S. Harrison

Albertis Sydney Harrison (* 11. Januar 1907 in Alberta, Brunswick County, Virginia; † 23. Januar 1995 in Lawrenceville, Virginia) war ein US-amerikanischer Politiker und von 1962 bis 1966 Gouverneur des Bundesstaates Virginia.

## Frühe Jahre und politischer Aufstieg
Albertis Harrison studierte bis 1928 an der University of Virginia Jura. Später wurde er zunächst Anwalt der Stadt Lawrenceville und dann Bezirksstaatsanwalt im Brunswick County. Er wurde Mitglied der Demokratischen Partei und gehörte zwischen 1948 und 1957 dem Senat von Virginia an. Von 1958 bis 1961 war er Attorney General des Staates.

## Gouverneur und Richter
Im Jahr 1961 wurde Harrison zum neuen Gouverneur seines Staates gewählt. Er trat seine vierjährige Amtszeit am 13. Januar 1962 an. In dieser Zeit förderte er die industrielle Entwicklung in Virginia. Das Straßennetz des Staates wurden erneuert und erweitert und der Tourismus gefördert. Harrison war auch Mitglied einiger Gouverneursvereinigungen. Harrison hatte gegenüber Afro-Amerikanern eine rassistische Einstellung und versuchte, die Rassentrennung zu verteidigen. Nachdem der oberste Gerichtshof 1954 die wegweisende Gerichtsentscheidung Brown v. Board of Education erlassen hatte, die die Rassentrennung an Schulen verbot, kündigte der Gouverneur Virginias, Harry F. Byrd, ein Programm namens massiver Widerstand (massive Resistance) an. Der massive Widerstand bestand einerseits darin, dass virginische Schulen, die die Rassentrennung aufhoben, keine staatlichen Zuschüsse mehr erhielten und andererseits private Schulen, die die Rassentrennung praktizierten, unterstützt werden sollten. Harrison versuchte während seiner Amtszeit im Sinne dieser Strategie zu handeln. Während seiner Regierungszeit waren zeitweise 1.700 schwarze Schüler ohne Zugang zu einer Schule. Erst eine Entscheidung des obersten Gerichtshofs stoppte diesen Missstand und beendete de facto den massiven Widerstand.
Nach dem Ende seiner Amtszeit im Januar 1966 wurde Harrison Mitglied des Obersten Gerichtshofes von Virginia. Außerdem war er Vorsitzender einer Kommission zur Überarbeitung der Verfassung seines Heimatstaates. Er starb im Januar 1995. Mit seiner Frau Lacey Virginia Barkley hatte Albertis Harrison zwei Kinder.